# 12 Heures de Sebring 1955
Navigation
Édition précédente Édition suivante
Les 12 Heures de Sebring 1955 sont la 4e édition de l'épreuve et la 2e manche du championnat du monde des voitures de sport 1955. Elles ont été remportées le 13 mars 1955 par la Jaguar Type D no 19 de l'équipe B. S. Cunningham pilotée par Mike Hawthorn et Phil Walters.

## Circuit

Le Sebring International Raceway, cadre des 12 Heures de Sebring 1955.

Les 12 Heures de Sebring 1955 se déroulent sur le Sebring International Raceway situé en Floride. Il est composé de deux longues lignes droites, séparées par des courbes rapides ainsi que quelques chicanes. Le tracé actuel diffère de celui de l'époque. Ce tracé a un grand passé historique car il est utilisé pour des courses automobiles depuis 1950. Ce circuit est célèbre car il a accueilli la Formule 1.

## Résultats
Voici le classement au terme de la course.
- Les vainqueurs de chaque catégorie sont signalés par un fond jauni.

| 1            | S 5.0 | 19  | B. S. Cunningham                | Mike Hawthorn Phil Walters                          | Jaguar D-Type             | 182 |
| 2            | S 3.0 | 25  | Allen Guiberson                 | Phil Hill Carroll Shelby                            | Ferrari 750 Monza Spyder  | 182 |
| 3            | S 3.0 | 35  | William Spear                   | Bill Spear Sherwood Johnston                        | Maserati 300S             | 180 |
| 4            | S 3.0 | 36  | Maserati Co. & B. S. Cunningham | Luigi Valenzano Cesare Perdisa                      | Maserati 300S             | 178 |
| 5            | S 3.0 | 28  | Luigi Chinetti                  | Piero Taruffi Harry Schell                          | Ferrari 750 Monza         | 177 |
| 6            | S 3.0 | 44  | Donald Healey Motor Co.         | Stirling Moss Lance Macklin                         | Austin-Healey 100S        | 176 |
| 7            | S 1.5 | 64  | B. S. Cunningham                | Bill Lloyd George Huntoon                           | Osca MT4 1450             | 168 |
| 8            | S 1.5 | 68  | Porsche Co. & B. S. Cunningham  | Huschke von Hanstein Herbert Linge                  | Porsche 550 Spyder        | 166 |
| 9            | S 1.5 | 63  | Carlos Braniff Cornejo          | Carlos Braniff Javier Velasquez                     | Osca MT4 1500             | 166 |
| 10           | S 5.0 | 10  | Jack Pry                        | Charles Wallace Dick Thompson                       | Jaguar XK140 MC           | 163 |
| 11           | S 1.5 | 61  | Bob Davis                       | Bob Davis Candy Poole                               | Porsche 550 Spyder        | 163 |
| 12           | S 5.0 | 14  | Jake Kaplan                     | Russ Boss Jake Kaplan                               | Jaguar C-Type             | 162 |
| 13           | S 8.0 | 5   | Ray Crawford                    | Ray Crawford                                        | Kurtis Kraft              | 161 |
| 14           | S 1.5 | 70  | Ed Crawford                     | Ed Crawford John Urbas                              | Porsche 550 Spyder        | 161 |
| 15           | S 3.0 | 45  | William Brewster                | William Brewster Bill Rutan                         | Austin-Healey 100S        | 160 |
| 16           | S 3.0 | 40  | Bill Cook                       | Bill Cook Steve Lansing                             | Austin-Healey 100S        | 156 |
| 17           | S 5.0 | 12  | Loyal Katskee                   | Roger Wing Loyal Katskee                            | Jaguar C-Type             | 156 |
| 18           | S 2.0 | 60  | S. H. Arnolt                    | John Panks Ernie Erickson                           | Arnolt Bolide             | 154 |
| 19           | S 8.0 | 4   | Bill Murphy                     | Bill Murphy Sam Hanks                               | Kurtis Kraft              | 153 |
| 20           | S 5.0 | 17  | M. R. J. Wyllie                 | M. R. J. Wyllie Leech Cracraft                      | Jaguar XK140              | 152 |
| 21           | S 3.0 | 31  | Rees T. Makins & Herman Rutson  | Harry Woodnorth Rees Makins                         | Mercedes-Benz 300 SL      | 152 |
| 22           | S 3.0 | 38  | Joe Giubard                     | Joe Giubard Fred Wolf                               | Austin-Healey 100M        | 152 |
| 23           | S 1.1 | 81  | Hoffmann Porsche Corp.          | Paul O’Shea Fritz Koster                            | Porsche 550               | 152 |
| 24           | S 3.0 | 39  | William Wellenberg              | William Wonder William Wellenberg                   | Austin-Healey 100M        | 151 |
| 25           | S 2.0 | 59  | S. H. Arnolt                    | S. H. Arnolt Bob Goldich                            | Arnolt Bolide             | 151 |
| 26           | S 5.0 | 18  | Dr. Dolph Vilardi               | George Rice Bob Grossman                            | Jaguar XK140 MC           | 149 |
| 27           | S 2.0 | 25  | Mike Rothschild                 | Mike Rothschild Harold Kunz                         | Morgan Plus 4             | 149 |
| 28           | S 3.0 | 48  | Brooks Stevens                  | Jim Feld Bob Ballenger                              | Excalibur J               | 148 |
| 29           | S 2.0 | 58  | S. H. Arnolt                    | René Dreyfus Bob Grier                              | Arnolt Bolide             | 148 |
| 30           | S 2.0 | 52  | John Weitz                      | John Weitz Gordon MacKenzie                         | Morgan Plus 4             | 145 |
| 31           | S 1.1 | 84  | John Penn                       | John Penn William Wierdon                           | Siata 300BC               | 145 |
| 32           | S 3.0 | 43  | James Fergusson                 | James Fergusson Rowland Keith                       | Austin-Healey 100S        | 143 |
| 33           | S 2.0 | 57  | John Norwood                    | John Norwood Don Vitale                             | Arnolt Bolide             | 141 |
| 34           | S 1.5 | 69  | Guy Atkins                      | Guy Atkins Traver McKenna                           | Porsche 356 1500 Super LM | 141 |
| 35           | S 3.0 | 32  | Chester Flynn                   | Chester Flynn Ed Munoz                              | Mercedes-Benz 300 SL      | 139 |
| 36           | S 1.5 | 75  | Hubert Brundage                 | Hubert Brundage Howard Fowler Al DuPree             | Porsche 356 1300 Coupe    | 139 |
| 37           | S 5.0 | 9   | Fred Scherer                    | Fred Scherer Don Davis                              | Ford Thunderbird          | 138 |
| 38           | S 1.5 | 76  | David Ash                       | David Ash Duncan Black                              | MG TF                     | 137 |
| 39           | S 1.5 | 77  | Jack Ryan                       | Jack Ryan Buel Kinne                                | MG TF                     | 135 |
| 40           | S 5.0 | 8   | Fred Van Beuren                 | Fred Van Beuren Eugene Towle                        | Van Beuren Special        | 131 |
| 41           | S 3.0 | 41  | Jack Cooper                     | Jack Cooper Roy Jackson-Moore                       | Austin-Healey 100S        | 131 |
| 42           | S 1.5 | 67  | Howard Hanna                    | Evans Hunt Howard Hanna                             | Porsche 550 Spyder        | 130 |
| 43           | S 2.0 | 50  | Ecurie Yankee                   | Tony Palmer-Morewood Gleb Derujinsky Masten Gregory | Ferrari 500 Mondial       | 124 |
| 44           | S 750 | 88  | Int. Auto Sales Co.             | E. C. Miller Curtis Attaway                         | Renault 1063              | 124 |
| 45           | S 8.0 | 3   | Walter Gray                     | Walter Gray Paul Ceresole                           | Allard J2X                | 104 |
| 46           | S 5.0 | 16  | Fred Dagavar                    | Fred Dagavar Al Garz                                | Jaguar XK120              | 73  |
| Disqualifiés |       |     |                                 |                                                     |                           |     |
| 47           | S 1.1 | 79  | Frank Miller                    | Frank Miller George Rabe                            | Lotus Mark IX             | 150 |
| 48           | S 1.1 | 80  | John Bentley                    | John Bentley Jim McGee                              | Abarth 207A Boano         | 138 |
| 49           | S 2.0 |     | Howard Hanna                    | James Carson Dan Hastings                           | Swallow Doretti           | 1   |
| 50           | S 1.1 |     | Joe Sheppard                    | Warren Smith Joe Sheppard                           | Lotus Mark IX             | 1   |
| 51           | S 3.0 |     | Billy Dantone                   | Billy Dantone Phil Seeberg                          | Austin-Healey 100         | 1   |
| 52           | S 3.0 |     | Phil Stiles                     | Phil Stiles Red Byron                               | Austin-Healey 100         | 1   |
| 53           | S 3.0 |     | Emil Bulck                      | Emil Bulck William Bulck                            | Austin-Healey 100         | 1   |
| 54           | S 2.0 |     | Fred Losee                      | Fred Losee William Kinchloe                         | Veritas Comet RS          | 1   |
| Abandons     |       |     |                                 |                                                     |                           |     |
| 55           | S 2.0 | 54  | Tom Friedmann                   | Tom Friedmann Karl Brocken                          | Maserati A6GCS            | 129 |
| 56           | S 750 | 87  | Regie Renault Co.               | Louis Pons Robert Manzon Jean Hébert                | Renault 1063              | 121 |
| 57           | S 1.5 | 72  | Norman Christianson             | Norman Christianson Don McKnought                   | Porsche 550 Spyder        | 119 |
| 58           | S 1.1 | 82  | Austin Conley                   | Austin Conley LeRoy Thorpe                          | Siata 300BC               | 112 |
| 59           | S 2.0 | 51  | John Ellwood                    | David Mott Don Skogmo                               | Triumph TR2               | 111 |
| 60           | S 1.1 | 78  | Bobbie Burns & Norman Scott     | Norman Scott Robert Samuelson                       | Lotus Mark IX             | 109 |
| 61           | S 3.0 | 24  | Wm. H. Doheny                   | Ernie McAfee Howard Wheeler                         | Ferrari 750 Monza         | 99  |
| 62           | S 2.0 | 100 | Jim Pauley                      | Jim Pauley David Michaels                           | Siata 208CS               | 96  |
| 63           | S 3.0 | 29  | Manfredo Lippmann               | Sterling Edwards Chuck Daigh                        | Ferrari 750 Monza         | 88  |
| 64           | S 1.5 | 73  | Speedcraft Enterprises          | Otto Linton Hal Stetson                             | Osca MT4 1450             | 83  |
| 65           | S 1.1 | 83  | Isabelle Haskell                | Dick Irish Isabelle Haskell                         | Bandini                   | 67  |
| 66           | S 1.5 | 71  | Richard Toland                  | Richard Toland Stan Hoffstein                       | Denzel 1300 Super         | 61  |
| 67           | S 3.0 | 41  | Bill Milliken                   | Bill Milliken Lester Smalley                        | Austin-Healey 100         | 60  |
| 68           | S 1.5 | 74  | George Tilp                     | Walt Hansgen William Eager                          | Osca MT4 1350             | 58  |
| 69           | S 3.0 | 37  | B. S. Cunningham                | Briggs Cunningham John Gordon Bennett               | Cunningham C6-R           | 54  |
| 70           | S 3.0 | 26  | Marquis de Portago              | Alfonso de Portago Umberto Maglioli                 | Ferrari 750 Monza         | 53  |
| 71           | S 3.0 | 47  | Brooks Stevens                  | Hal Ullrich Robert Gary                             | Excalibur J               | 50  |
| 72           | S 3.0 | 46  | Fred Allen                      | Gus Ehrman Fred Allen                               | Austin-Healey 100S        | 47  |
| 73           | S 3.0 | 49  | Sir Sydney Oakes                | Sydney Oakes Greta Oakes                            | Austin-Healey 100M        | 44  |
| 74           | S 750 | 89  | Sandy MacArthur                 | Sandy MacArthur Paul Gougelman                      | Bandini Outboard          | 34  |
| 75           | S 1.5 | 66  | Phil Stewart                    | Phil Stewart Ted Boynton                            | Osca MT4 1500             | 33  |
| 76           | S 1.5 | 65  | Harry Chapman                   | Harry Chapman William Bell                          | Osca MT4 1500             | 18  |
| 77           | S 5.0 | 7   | Jim Kimberly                    | Jim Kimberly Ed Lunken                              | Ferrari 375 Plus          | 18  |
| 78           | S 3.0 | 33  | Pancho Croquer                  | Julio Pola Pancho Croquer                           | Mercedes-Benz 300 SL      | 17  |
| 79           | S 2.0 | 53  | Porfirio Rubirosa               | Porfirio Rubirosa Cal Niday                         | Ferrari 500 Mondial       | 14  |
| 80           | S 8.0 | 2   | Andy Rosenberger                | Andy Rosenberger Charles Cowdin                     | Nash-Healey Le Mans       | 14  |
| 81           | S 1.1 | 85  | Raymond Osborne                 | Bret Hannaway Raymond Osborne                       | Kieft Sport               | 10  |
| 82           | S 5.0 | 11  | Tony Parravano                  | Jack McAfee Bob Drake                               | Ferrari 375 MM            | 5   |
| 83           | S 8.0 | 1   | Jack Ensley                     | Jack Ensley Jim Rathmann                            | Kurtis Kraft 500          | 3   |
| 84           | S 3.0 | 27  | Ecurie Yankee                   | Bob Said Masten Gregory                             | Ferrari 750 Monza         | 3   |
| 85           | S 750 | 86  | Regie Renault Co.               | Jean Rédélé Louis Pons                              | Renault 1063              | 2   |
| 86           | S 5.0 | 10  | John Shakespeare                | John Shakespeare Manfredo Lippmann                  | Ferrari 375 MM            | 1   |
| Non-partants |       |     |                                 |                                                     |                           |     |
| 87           | S 5.0 | 6   | John Mull                       | Walter Huggler John Mull                            | Jaguar XK120              |     |
| 88           | S 5.0 | 12A | Chester Flynn                   | Reina Morales Ed Munoz                              | Ferrari 340 America       |     |
| 89           | S 1.5 | 21P | Manfredo Lippmann               | Sterling Edwards Chester Flynn                      | Ferrari 250 Monza         |     |
| 90           | S 3.0 | 41  | Robert Fergus                   | Sandy McPherson Robert Fergus Harley Watts          | Austin-Healey 100S        |     |
| 91           | S 1.5 | 62  | Ed Crawford                     | Ed Crawford John Urbas                              | Porsche 550 Spyder        |     |
| 92           | S 8.0 |     | Rod Carveth                     | Rod Carveth Sid Blackburn                           | Allard J2X                |     |
| 93           | S 5.0 |     | Victor Forno                    | Victor Forno Bob Bucher                             | Jaguar XK140 MC           |     |
| 94           | S 5.0 |     | Joseph Hap Dressel              | Joseph Hap Dressel William Woodbury                 | Nash-Healey Series 25     |     |
| 95           | S 3.0 |     | Walter Christie                 | Walter Christie Joe Trotter George Parrington       | Austin-Healey 100         |     |
| 96           | S 1.5 |     | Hector Scheffer                 | Rees Makins Frank Bott Hector Scheffer              | Osca MT4                  |     |
| 97           | S 1.5 |     | Henry Wessells                  | Henry Wessells Lex duPont                           | Osca MT4                  |     |
| 98           | S 1.5 |     | C. Pitt Browne                  | C. Pitt Browne W. R. Wilson Elliott Evans           | Porsche 356               |     |
| 99           | S 750 |     | Ralph Deshon                    | Ralph Deshon Don Quackenbush                        | Bandini                   |     |
| 100          | S 750 |     | Charles Brecht                  | Charles Brecht Henry Lindenmeier                    | Crosley Hot Shot          |     |
| 101          | S 2.0 | T   | S. H. Arnolt                    | S. H. Arnolt                                        | Arnolt Bolide             |     |